# Golden Globe Awards 1960
Die 17. Verleihung der Golden Globe Awards fand am 10. März 1960 statt.

## Preisträger und Nominierungen

### Bester Film – Drama
Ben Hur – Regie: William Wyler
- Anatomie eines Mordes (Anatomy of a Murder) – Regie: Otto Preminger
- Das letzte Ufer (On the Beach) – Regie: Stanley Kramer
- Das Tagebuch der Anne Frank (The Diary of Anne Frank) – Regie: George Stevens
- Geschichte einer Nonne (The Nun’s Story) – Regie: Fred Zinnemann

### Bester Film – Komödie
Manche mögen’s heiß (Some Like It Hot) – Regie: Billy Wilder
- Bei mir nicht (But Not for Me) – Regie: Walter Lang
- Bettgeflüster (Pillow Talk) – Regie: Michael Gordon
- Unternehmen Petticoat (Operation Petticoat) – Regie: Blake Edwards
- Wer war die Dame? (Who Was That Lady) – Regie: George Sidney

### Bester Film – Musical
Porgy und Bess (Porgy and Bess) – Regie: Otto Preminger
- Das gibt’s nur in Amerika (A Private’s Affair) – Regie: Raoul Walsh
- Fünf Pennies (The Five Pennies) – Regie: Melville Shavelson
- Engel auf heißem Pflaster (Say One for Me) – Regie: Frank Tashlin
- Li’l Abner – Regie: Melvin Frank

### Bester Film zur Förderung der Völkerverständigung
Das Tagebuch der Anne Frank (The Diary of Anne Frank) – Regie: George Stevens
- Das letzte Ufer (On the Beach) – Regie: Stanley Kramer
- Geschichte einer Nonne (The Nun’s Story) – Regie: Fred Zinnemann
- Spring über deinen Schatten (Take a Giant Step) – Regie: Philip Leacock
- Wenig Chancen für morgen (Odds Against Tomorrow) – Regie: Robert Wise

### Beste Regie
William Wyler – Ben Hur
- Stanley Kramer – Das letzte Ufer (On the Beach)
- Otto Preminger – Anatomie eines Mordes (Anatomy of a Murder)
- George Stevens – Das Tagebuch der Anne Frank (The Diary of Anne Frank)
- Fred Zinnemann – Geschichte einer Nonne (The Nun’s Story)

### Bester Hauptdarsteller – Drama
Anthony Franciosa – Viele sind berufen (Career)
- Richard Burton – Blick zurück im Zorn (Look Back in Anger)
- Charlton Heston – Ben Hur
- Fredric March – Mitten in der Nacht (Middle of the Night)
- Joseph Schildkraut – Das Tagebuch der Anne Frank (The Diary of Anne Frank)

### Beste Hauptdarstellerin – Drama
Elizabeth Taylor – Plötzlich im letzten Sommer (Suddenly, Last Summer)
- Audrey Hepburn – Geschichte einer Nonne (The Nun’s Story)
- Katharine Hepburn – Plötzlich im letzten Sommer (Suddenly, Last Summer)
- Lee Remick – Anatomie eines Mordes (Anatomy of a Murder)
- Simone Signoret – Der Weg nach oben (Room at the Top)

### Bester Hauptdarsteller – Musical/Komödie
Jack Lemmon – Manche mögen’s heiß (Some Like It Hot)
- Clark Gable – Bei mir nicht (But Not for Me)
- Cary Grant – Unternehmen Petticoat (Operation Petticoat)
- Dean Martin – Wer war die Dame? (Who Was That Lady)
- Sidney Poitier – Porgy und Bess (Porgy and Bess)

### Beste Hauptdarstellerin – Musical/Komödie
Marilyn Monroe – Manche mögen’s heiß (Some Like It Hot)
- Dorothy Dandridge – Porgy und Bess (Porgy and Bess)
- Doris Day – Bettgeflüster (Pillow Talk)
- Shirley MacLaine – Immer die verflixten Frauen (Ask Any Girl)
- Lilli Palmer – Bei mir nicht (But Not for Me)

### Bester Nebendarsteller
Stephen Boyd – Ben Hur
- Fred Astaire – Das letzte Ufer (On the Beach)
- Tony Randall – Bettgeflüster (Pillow Talk)
- Robert Vaughn – Der Mann aus Philadelphia (The Young Philadelphians)
- Joseph Welch – Anatomie eines Mordes (Anatomy of a Murder)

### Beste Nebendarstellerin
Susan Kohner – Solange es Menschen gibt (Imitation of Life)
- Edith Evans – Geschichte einer Nonne (The Nun’s Story)
- Estelle Hemsley – Spring über deinen Schatten (Take a Giant Step)
- Juanita Moore – Solange es Menschen gibt (Imitation of Life)
- Shelley Winters – Das Tagebuch der Anne Frank (The Diary of Anne Frank)

### Bester Newcomer des Jahres
Barry Coe – Das gibt’s nur in Amerika (A Private’s Affair)

Troy Donahue – Die Sommerinsel (A Summer Place)

George Hamilton – Crime & Punishment, USA

James Shigeta – The Crimson Kimono
- Michael Callan – Menschen ohne Nerven (The Flying Fontaines)

### Beste Newcomerin des Jahres
Angie Dickinson – Rio Bravo

Janet Munro – Das Geheimnis der verwunschenen Höhle (Darby O’Gill and the Little People)

Stella Stevens – Engel auf heißem Pflaster (Say One for Me)

Tuesday Weld – Fünf Pennies (The Five Pennies)
- Diane Baker – Das Tagebuch der Anne Frank (The Diary of Anne Frank)
- Carol Lynley – Die Unverstandene (Blue Denim)
- Yvette Mimieux – Insel der Sadisten (Platinum High School)
- Cindy Robbins – Diese Erde ist mein (This Earth Is Mine)

### Samuel Goldwyn Award (Bester englischsprachiger ausländischer Film)
Der Weg nach oben (Room at the Top), Großbritannien – Regie: Jack Clayton

### Samuel Goldwyn Award (Bester ausländischer Film)
Die Brücke, Deutschland – Regie: Bernhard Wicki

Kagi, Japan – Regie: Kon Ichikawa

Orfeu Negro, Brasilien – Regie: Marcel Camus

Wilde Erdbeeren (Smultronstället), Schweden – Regie: Ingmar Bergman

Wir Wunderkinder, Deutschland – Regie: Kurt Hoffmann

### Beste Filmmusik
Ernest Gold – Das letzte Ufer (On the Beach)

### Cecil B. DeMille Award
Bing Crosby

### Henrietta Award (Weltstar männlich)
Rock Hudson

### Henrietta Award (Weltstar weiblich)
Doris Day

### Outstanding Merit
Geschichte einer Nonne (The Nun’s Story)

### Special Award
Andrew Marton – Ben Hur für den Dreh des Wagenrennens

Francis X. Bushman für einen berühmten Stummfilmstar

Ramón Novarro für einen berühmten Stummfilmstar

### Special Journalistic Merit Award
Hedda Hopper

Louella Parsons

### Beste TV-Leistung
Edward R. Murrow